# Le Trophée Campus

Le Trophée Campus est un jeu télévisé présenté par Jean-Luc Reichmann, Sophie Davant et Patrick Montel et diffusé durant l'été 1995 sur France 2.

## Création
En 1995, France 2 décide de renouveler le divertissement estival dans la lignée des Intervilles, diffusés alors sur TF1 le mercredi soir, ou Jeux sans frontières dont elle a stoppé la diffusion pour le moment faute d’audience.
C’est ainsi que la chaîne publique confie à Jean-Luc Reichmann, Sophie Davant et Patrick Montel, Le Trophée Campus, un nouveau rendez-vous hebdomadaire proposé par Jacques Antoine et programmé le vendredi en prime time.
Pour Le Trophée Campus, ce ne sont ni des villes, ni des pays qui s’affrontent aux différents jeux mais des universités francophones représentées par des étudiants. C’est donc la principale originalité de cette émission en plus du fait qu’elle ne se déroule pas en extérieur mais au Grand Dôme de la Francophonie, un des plus grands stades couverts de France, situé dans l’Essonne.

## Principe de l'émission
À chaque émission, trois équipes, constituées de 9 filles et de 9 garçons, s’opposent en quatre épreuves.
La première épreuve comprend cinq joutes sportives choisies parmi 11 disciplines : Baby-Foot, Basket Ball, Boxe, Escalade, Escrime, Football Américain, Hand-Ball, Hockey sur Glace, Kendo, Sumo et Surf.
La seconde épreuve est celle de « L’oral de rattrapage » où les perdants des épreuves sportives sont repêchés en répondant aux questions posées par les deux invités d’honneur de l’émission. Des questions qui portent uniquement sur les coutumes et le vocabulaire dans les pays francophones.
« La chute libre » est le nom de la troisième épreuve. Un candidat de chacune des trois équipes est confronté au fameux « saut à l’élastique ». Le candidat doit alors lancer un maximum d’objets à ses coéquipiers.
Enfin, la dernière épreuve n’est autre qu’un relais où les candidats se transmettent d’énormes cubes dans le but de reconstituer un puzzle.
La première équipe qui parvient à reconstituer le puzzle géant accède à la demi-finale puis peut-être à la finale qui a lieu lors de la huitième et dernière émission.
C'est l'Université de Fribourg (Suisse) qui a gagné contre Sherbrooke (Québec) et Nantes.

## Arrêt de l'émission
Lors de son lancement, le 7 juillet 1995, Le Trophée Campus a réalisé une des meilleures audiences de la semaine mais au fil des émissions, les téléspectateurs se sont lassés de ces épreuves trop répétitives et l’audience a irrémédiablement chuté. Le Trophée Campus ne vivra donc que le temps de l’été 95. Un an plus tard, France 2 préfère ne conserver que Fort Boyard sur sa grille estivale avant de donner une nouvelle chance en 1997 à ses Jeux sans frontières avec aux commandes Olivier Minne et Jean Riffel.